# Le Château des Oliviers
Le Château des Oliviers est une mini-série française en 8 épisodes de 80 minutes (13 épisodes de 50 minutes), réalisée par Nicolas Gessner sur un scénario de Frédérique Hébrard et Louis Velle et diffusée à partir du 28 juin 1993 sur France 2.

## Synopsis
Le Château des Oliviers est la demeure ancestrale des Laborie de Sauveterre. Situé à Châteauneuf-du-Pape, il recèle bien des mystères et des légendes. Comme chaque été, Estelle Laborie va se réfugier là-bas. Mais cet été, elle prend une grave décision : fuir Paris et s'installer définitivement aux Oliviers. Elle est loin d'imaginer que son arrivée va réveiller bien des drames et des secrets, à commencer par cet énigmatique entrepreneur Pierre Séverin qui veut raser le château pour en faire un parc d'attractions, « Cigaleland ». Elle apprendra hélas que ce Pierre Séverin n'est autre que Marceau, le petit garçon du régisseur du Château quand son père était alors le maître du domaine. Ce régisseur est d'ailleurs mort dans des circonstances terribles.
Cependant, Estelle fait face à cette vengeance et décide de sauver les Oliviers avec l'aide, notamment, de l'archéologue Raphaël Fauconnier. Ils finissent par tomber amoureux.

## Distribution
Sauf indication contraire, les informations mentionnées dans cette section peuvent être confirmées par les bases de données cinématographiques  présentes dans la section « Liens externes ».
- Brigitte Fossey : Estelle Laborie
- Jacques Perrin : Pierre Séverin (Marceau Dupastre)
- Georges Corraface : Raphaël Fauconnier
- Pascale Rocard : Sophie Mignaud
- Éva Darlan : Mireille Bouvier
- Riccardo Cucciolla : Jules Campredon (doublé par Pierre Maguelon)
- François Perrot : le Dr Samuel
- Yvonne Sciò : Carla Monticelli
- Louis Velle : Rémy Fabrègue
- Marie Adam : Philippine de la Craye
- François Domange : Jean-Edmond de la Craye
- Elisabeth Kaza : Apolline de la Craye
- Stanislas Carré de Malberg : Antoine Fabrègue
- Vanessa Lhoste : Isabelle
- Cédric Spilthooren : Luc Fabrègue
- Anaïs Jeanneret : Colombe Montausier
- Dora Doll : Amélie Boucoiran
- Sylvia Zerbib : Zita, la gitane
- Georges Neri : Le maire
- André Dupon : Romain
- Jean Maurel : Le bedeau
- Victorien Delamare : Marius
- Pierre Vernier : M. Rocher
- David Gabison : L'évêque

Le générique est interprété par Fabienne Thibeault[réf. nécessaire].

## Épisodes
1. Les Racines
2. La Solitude
3. L'Espérance
4. La Malédiction
5. Les Flammes
6. L’Épreuve
7. La Révélation
8. Les Oliviers

## Accueil et procès
Diffusé sur France 2 pendant l'été 1993, cette saga a battu des records d'audience, devançant en notoriété sa rivale de TF1, la même année, Les Grandes Marées.
En mars 1993, un recours en justice est lancé par Michelle Jaillet, estimant que Le Château des Oliviers plagiait l'un de ses synopsis, Feudal, qu'elle avait adressé à Hamsters Production en 1987. La justice estime que Feudal n'est pas assez original pour bénéficier d'une protection juridique et déboute la plaignante.
En fin d'année, la série obtient les 7 d'or de la meilleure série télé, et de la meilleure actrice.

## Écriture
Frédérique Hébrard renoue avec ce qu'elle aime le plus : après Le Mari de l'ambassadeur et La Demoiselle d'Avignon, les histoires de famille aux grands secrets. Secondée de Louis Velle, elle trace ici une fresque tourmentée et romanesque d'une famille provençale au lourd passé.

## Suite
Un téléfilm tiré de la série existe : il est d'une durée de 2 × 110 minutes[réf. nécessaire].